# Stade national du Timor oriental
Le Stade national du Timor oriental (en portugais : Estádio Nacional de Timor-Leste), est un stade de football timorais basé à Audian, quartier de la ville de Dili, la capitale du pays.
Le stade, doté de 5 000 places et inauguré en 1980 , sert d'enceinte à domicile pour l'équipe du Timor oriental de football.

## Histoire
En 2002, le stade de Dili accueille un concert de Kylie Minogue et John Farnham en remerciement à l'aide de l'Australie pour l'indépendance du pays.
En 2005, le stade national reçoit une visite de Cristiano Ronaldo, qui prend une photo avec le président du pays Xanana Gusmão,.
Le stade accueille des milliers de réfugiés civils en 2006 à la suite de violences dans les rues de la capitale.
En 2011, le stade est rénové (le terrain et les sièges sont changés).
Le 12 mars 2015, le stade accueille le premier match international à domicile de l'équipe du Timor oriental de football lors du premier tour de qualification pour la Coupe du monde de football 2018 contre la Mongolie, le Timor l'emportant 4-1.

## Galerie

Évolution du stade entre 2005 et 2013
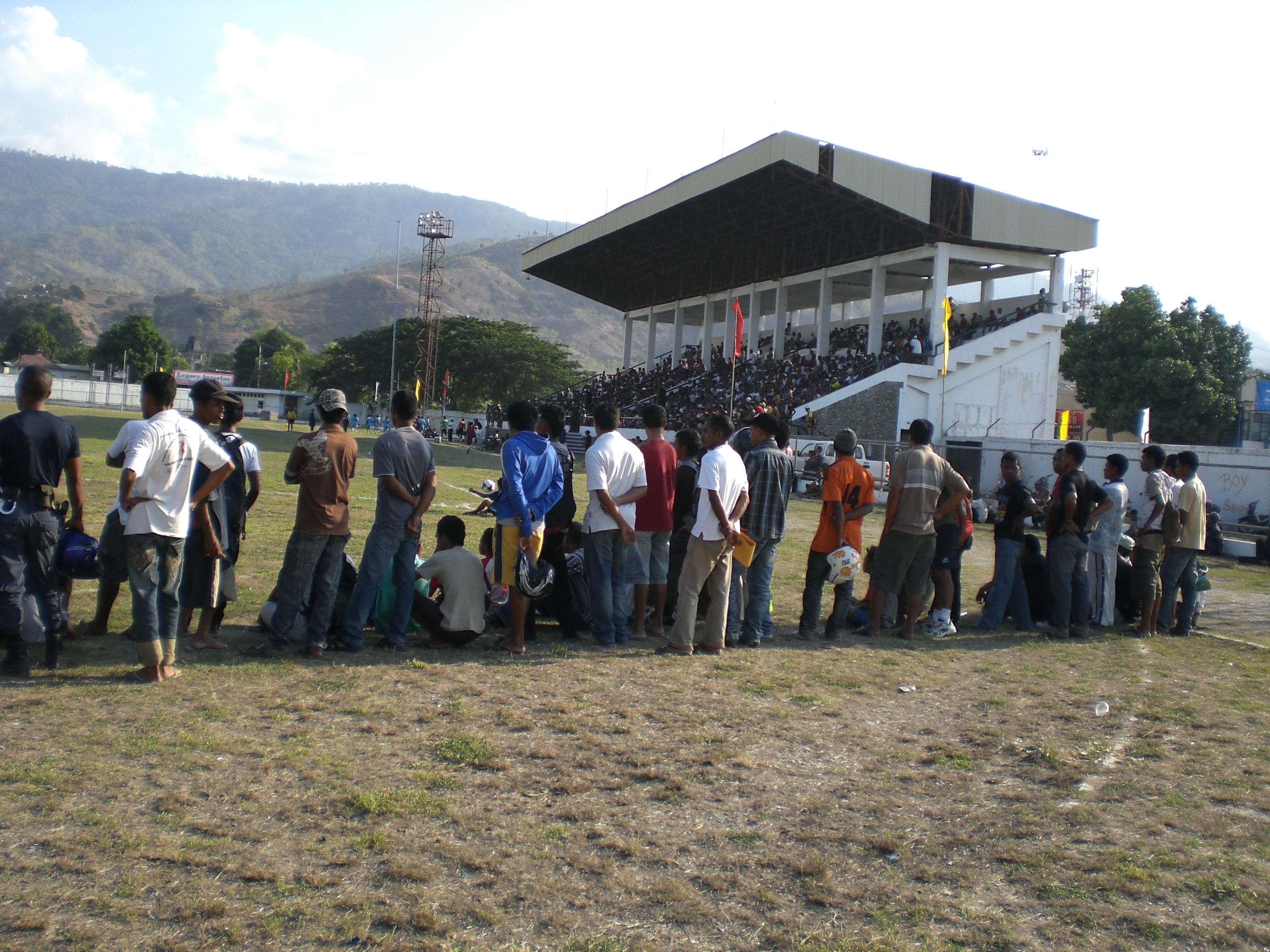
Photo du stade en 2009
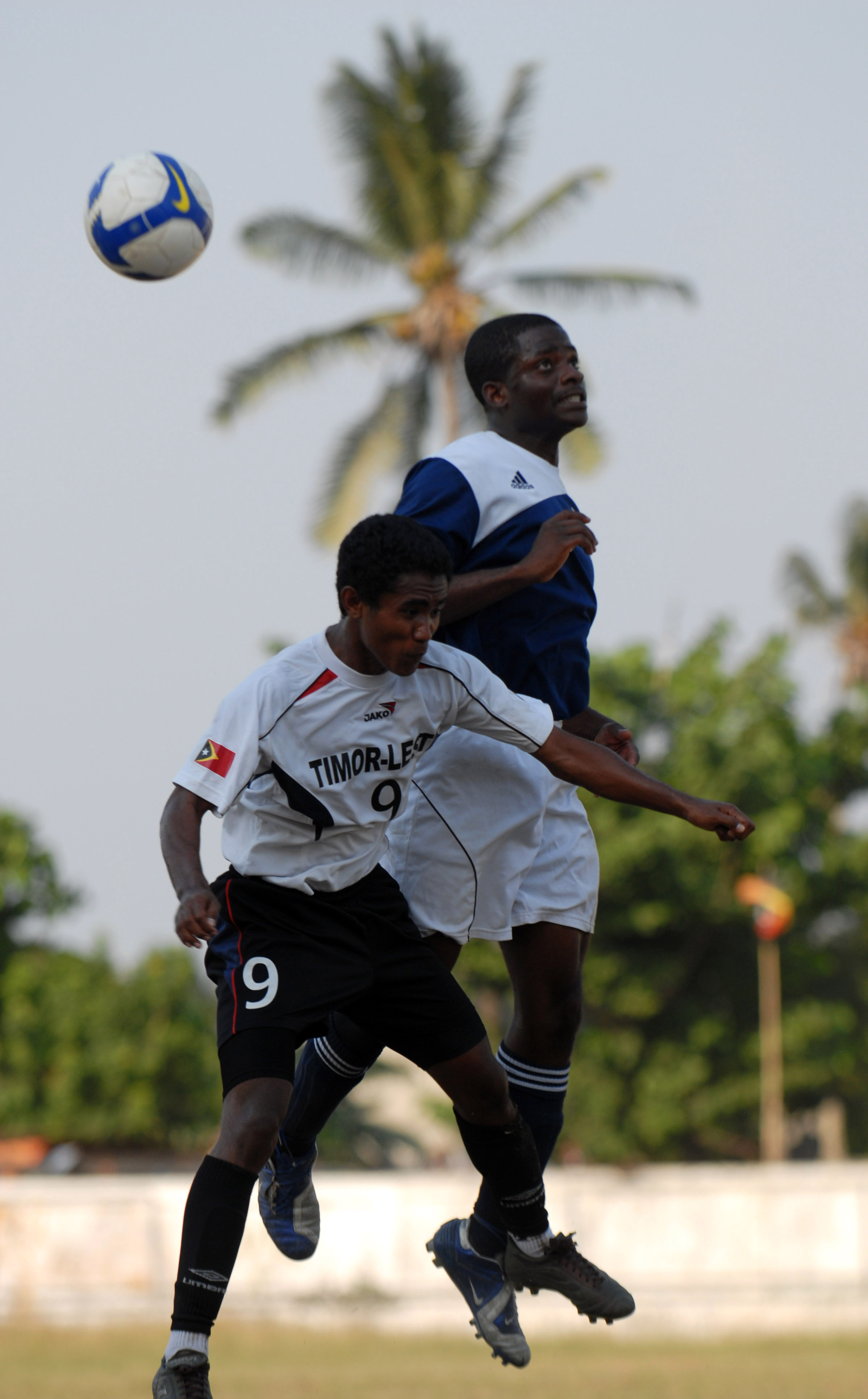
Match entre l'équipe du Timor oriental -17 ans de football et l'US Navy au stade national